# Handball-Bundesliga (Frauen) 2024/25
Die Handball-Bundesliga 2024/2025 war die 49. Spielzeit der höchsten deutschen Spielklasse im Handball der Frauen in der Geschichte der Bundesliga. Die Saison begann am 4. September 2024 und endete am 24. Mai 2025. Meister wurde die HB Ludwigsburg.

## Neuerungen
In einem Grundlagenvertrag wurden Anpassungen zu Professionalisierung der Liga festgelegt. Damit sollen ab dieser Saison folgende Änderungen gelten:
- Reduzierung von 14 auf zwölf Mannschaften
- Wiedereinführung einer Play-off Runde
- neue Mindeststandards für die Arenen
- ein Mindestbudget der Teams von je 500.000 €

## Modus
In dieser Saison spielten zunächst die zwölf Mannschaften die Hauptrunde im Modus Jeder gegen Jeden mit je einem Heim- und Auswärtsspiel. Die besten acht Teams nach der Hauptrunde qualifizierten sich für die Play-offs um die Deutsche Meisterschaft, die verbleibenden vier Teams gingen in die Play-Downs. In dieser Runde wurde nach dem Prinzip „best of 3“ gespielt; bei einem Unentschieden nach 60 Minuten wurden bis zu zwei Verlängerungen gespielt, ggf. folgte ein Siebenmeterwerfen. Die Verlierer der Halbfinalrunde trugen gegeneinander ein Spiel um den dritten Platz aus.
Der Sieger der Play-offs ist Deutscher Meister 2025, der Verlierer der Play-downs stieg in die 2. Bundesliga ab.

## Saison

### Hauptrunde
Tabelle der Hauptrunde
| Pl.                                                         | Verein                    | Sp. | S  | U | N  | Tore      | Diff. | Punkte  |
| ----------------------------------------------------------- | ------------------------- | --- | -- | - | -- | --------- | ----- | ------- |
| 1.                                                          | HB Ludwigsburg (M)        | 22  | 21 | 0 | 1  | 0759:5560 | +203  | 042:20  |
| 2.                                                          | BVB Dortmund Handball     | 22  | 16 | 2 | 4  | 0641:6110 | +30   | 034:100 |
| 3.                                                          | HSG Blomberg-Lippe        | 22  | 15 | 1 | 6  | 0620:5400 | +80   | 031:130 |
| 4.                                                          | Thüringer HC              | 22  | 15 | 1 | 6  | 0685:6050 | +80   | 031:130 |
| 5.                                                          | HSG Bensheim/Auerbach     | 22  | 12 | 0 | 10 | 0686:6300 | +56   | 024:200 |
| 6.                                                          | VfL Oldenburg             | 22  | 10 | 2 | 10 | 0599:6050 | −6    | 022:220 |
| 7.                                                          | TuS Metzingen (P)         | 22  | 9  | 2 | 11 | 0635:6330 | +2    | 020:240 |
| 8.                                                          | Frisch Auf! Göppingen (N) | 22  | 8  | 1 | 13 | 0605:6560 | −51   | 017:270 |
| 9.                                                          | Sport-Union Neckarsulm    | 22  | 8  | 0 | 14 | 0603:6410 | −38   | 016:280 |
| 10.                                                         | Buxtehuder SV             | 22  | 7  | 2 | 13 | 0613:6590 | −46   | 016:280 |
| 11.                                                         | BSV Sachsen Zwickau       | 22  | 4  | 2 | 16 | 0551:6640 | −113  | 010:340 |
| 12.                                                         | TSV Bayer 04 Leverkusen   | 22  | 0  | 1 | 21 | 0448:6450 | −197  | 01:430  |
| Quelle: handball-bundesliga-frauen.de, Stand: 6. April 2025 |                           |     |    |   |    |           |       |         |

| Legende | Legende                                  |
| ------- | ---------------------------------------- |
| (M)     | Deutscher Meister 2023/24                |
| (P)     | DHB-Pokalsieger 2023/24                  |
| (N)     | Aufsteiger aus der 2. Bundesliga 2023/24 |
|         | Playoffs                                 |
|         | Relegation                               |

### Spiele
|                         | HB Ludwigsburg | HSG Bensheim/Auerbach | Thüringer HC  | BVB Dortmund  | TuS Metzingen | HSG Blomberg-Lippe | VfL Oldenburg | TSV Bayer Leverkusen | Buxtehuder SV | Sport-Union Neckarsulm | BSV Sachsen-Zwickau | FRISCH AUF Göppingen |
| ----------------------- | -------------- | --------------------- | ------------- | ------------- | ------------- | ------------------ | ------------- | -------------------- | ------------- | ---------------------- | ------------------- | -------------------- |
| HB Ludwigsburg          | HBL            | 37:25 (19:11)         | 40:32 (20:17) | 40:29 (21:14) | 41:28 (18:11) | 32:24 (16:10)      | 34:22 (15:7)  | 32:19 (15:8)         | 42:24 (16:12) | 36:31 (20:15)          | 39:18 (16:9)        | 35:28 (19:16)        |
| HSG Bensheim/Auerbach   | 28:33 (12:14)  | HSG                   | 38:31 (20:15) | 27:28 (16:15) | 24:34 (11:18) | 31:21 (16:10)      | 28:29 (12:11) | 39:18 (19:11)        | 32:28 (15:13) | 35:28 (14:17)          | 36:29 (20:13)       | 27:30 (16:17)        |
| Thüringer HC            | 22:23 (11:13)  | 36:35 (20:18)         |               | 29:30 (13:17) | 28:28 (14:15) | 23:21 (12:9)       | 41:31 (19:14) | 32:18 (17:13)        | 31:26 (17:15) | 27:24 (15:14)          | 31:26 (17:15)       | 43:30 (20:17)        |
| BVB Dortmund Handball   | 33:28 (16:13)  | 25:30 (13:15)         | 23:33 (12:16) |               | 33:29 (11:13) | 22:21 (10:10)      | 27:27 (14:10) | 30:27 (18:14)        | 25:25 (13:9)  | 36:32 (17:18)          | 31:25 (15:11)       | 32:30 (19:16)        |
| TuS Metzingen           | 23:33 (13:16)  | 25:31 (9:15)          | 29:36 (14:19) | 30:32 (16:18) | TuS           | 18:29 (9:13)       | 26:27 (13:15) | 35:27 (17:12)        | 38:35 (20:14) | 30:25 (16:11)          | 34:24 (18:12)       | 41:29 (20:13)        |
| HSG Blomberg-Lippe      | 24:27 (14:14)  | 28:24 (13:12)         | 36:31 (16:15) | 29:25 (13:12) | 26:21 (10:10) | Logo               | 28:22 (18:11) | 25:16 (13:10)        | 34:20 (17:10) | 34:26 (19:13)          | 31:20 (12:10)       | 34:22 (19:8)         |
| VfL Oldenburg           | 23:32 (10:18)  | 36:25 (16:12)         | 25:29 (12:14) | 27:28 (12:12) | 24:26 (14:15) | 29:29 (17:14)      |               | 29:22 (17:12)        | 36:32 (18:14) | 28:25 (14:12)          | 24:23 (14:14)       | 25:26 (12:15)        |
| TSV Bayer 04 Leverkusen | 22:40 (10:21)  | 19:35 (9:18)          | 17:28 (10:11) | 19:27 (8:12)  | 15:28 (9:15)  | 22:31 (12:16)      | 16:26 (6:9)   |                      | 19:30 (8:12)  | 20:21 (9:10)           | 24:24 (13:12)       | 19:20 (10:9)         |
| Buxtehuder SV           | 34:41 (17:20)  | 25:35 (10:19)         | 26:29 (12:12) | 21:28 (9:14)  | 30:30 (11:14) | 26:28 (10:12)      | 31:28 (15:11) | 26:22 (14:9)         |               | 36:23 (15:12)          | 30:28 (16:12)       | 27:26 (12:11)        |
| Sport-Union Neckarsulm  | 21:30 (11:13)  | 27:30 (14:16)         | 29:26 (12:11) | 28:31 (13:15) | 30:25 (13:10) | 31:37 (12:18)      | 26:27 (16:12) | 27:20 (14:6)         | 31:24 (19:9)  |                        | 35:27 (22:13)       | 31:27 (17:14)        |
| BSV Sachsen Zwickau     | 23:32 (15:16)  | 29:39 (14:17)         | 24:38 (9:14)  | 24:34 (6:17)  | 28:22 (14:12) | 27:21 (13:15)      | 26:31 (10:17) | 27:26 (14:15)        | 20:27 (13:15) | 28:24 (14:13)          |                     | 29:29 (20:16)        |
| Frisch Auf Göppingen    | 23:32 (11:15)  | 34:32 (17:19)         | 26:29 (16:16) | 30:32 (13:17) | 26:35 (12:15) | 25:29 (15:17)      | 25:23 (13:10) | 31:22 (14:8)         | 33:30 (15:15) | 27:28 (15:16)          | 26:22 (14:15)       | FAG                  |
| Stand: 5. April 2025    |                |                       |               |               |               |                    |               |                      |               |                        |                     |                      |

Legende:
- grüne Hintergrundfarbe = Sieg des Gastgebers
- gelbe Hintergrundfarbe = Unentschieden
- rote Hintergrundfarbe = Niederlage des Gastgebers

### Play-offs
Die besten acht Teams der Hauptrunde spielen um die Deutsche Meisterschaft. Dabei spielen die Mannschaften gegeneinander im Modus best-of-three.
| Viertelfinale | Viertelfinale         | Viertelfinale      |     |                    | Halbfinale | Halbfinale | Halbfinale |  |  | Finale | Finale | Finale |
|               |                       |                    |     |                    |            |            |            |  |  |        |        |        |
| HR1           | HB Ludwigsburg        | 2                  |     |                    |            |            |            |  |  |        |        |        |
| HR8           | Frisch Auf! Göppingen | 0                  |     |                    |            |            |            |  |  |        |        |        |
| HR8           | Frisch Auf! Göppingen | 0                  | HR1 | HB Ludwigsburg     | 2          |            |            |  |  |        |        |        |
|               |                       |                    | HR1 | HB Ludwigsburg     | 2          |            |            |  |  |        |        |        |
|               | HR4                   | Thüringer HC       | 1   |                    |            |            |            |  |  |        |        |        |
| HR4           | HR4                   | Thüringer HC       | 1   | Thüringer HC       | 2          |            |            |  |  |        |        |        |
| HR4           |                       |                    |     | Thüringer HC       | 2          |            |            |  |  |        |        |        |
| HR5           | HSG Bensheim/Auerbach | 0                  |     |                    |            |            |            |  |  |        |        |        |
| HR5           | HSG Bensheim/Auerbach | 0                  | HR1 | HB Ludwigsburg     | 2          |            |            |  |  |        |        |        |
|               |                       |                    |     | HB Ludwigsburg     | 2          |            |            |  |  |        |        |        |
|               | HR3                   | HSG Blomberg-Lippe | 0   |                    |            |            |            |  |  |        |        |        |
| HR2           | HR3                   | HSG Blomberg-Lippe | 0   | Borussia Dortmund  | 2          |            |            |  |  |        |        |        |
| HR2           |                       |                    |     | Borussia Dortmund  | 2          |            |            |  |  |        |        |        |
| HR7           | TuS Metzingen         | 1                  |     |                    |            |            |            |  |  |        |        |        |
| HR7           | TuS Metzingen         | 1                  | HR2 | Borussia Dortmund  | 1          |            |            |  |  |        |        |        |
|               |                       |                    | HR2 | Borussia Dortmund  | 1          |            |            |  |  |        |        |        |
|               | HR3                   | HSG Blomberg-Lippe | 2   |                    |            |            |            |  |  |        |        |        |
| HR3           | HR3                   | HSG Blomberg-Lippe | 2   | HSG Blomberg-Lippe | 2          |            |            |  |  |        |        |        |
| HR3           |                       |                    |     | HSG Blomberg-Lippe | 2          |            |            |  |  |        |        |        |
| HR6           | VfL Oldenburg         | 0                  |     |                    |            |            |            |  |  |        |        |        |

#### Viertelfinale
| HB Ludwigsburg (HR1) – Frisch Auf! Göppingen (HR8) | HB Ludwigsburg (HR1) – Frisch Auf! Göppingen (HR8) | HB Ludwigsburg (HR1) – Frisch Auf! Göppingen (HR8) | HB Ludwigsburg (HR1) – Frisch Auf! Göppingen (HR8) |
| -------------------------------------------------- | -------------------------------------------------- | -------------------------------------------------- | -------------------------------------------------- |
| 16. April                                          | HB Ludwigsburg 8 Döll                              | 34:21 (17:11)                                      | Frisch Auf! Göppingen 4 Schulze                    |
| 30. April                                          | Frisch Auf! Göppingen 5 Scherer                    | 26:40 (15:17)                                      | HB Ludwigsburg 6 With Johansen, Nestaker, Behrend  |
| Endstand in der Serie: 2:0                         |                                                    |                                                    |                                                    |

| Thüringer HC (HR4) – HSG Bensheim/Auerbach (HR5) | Thüringer HC (HR4) – HSG Bensheim/Auerbach (HR5) | Thüringer HC (HR4) – HSG Bensheim/Auerbach (HR5) | Thüringer HC (HR4) – HSG Bensheim/Auerbach (HR5) |
| ------------------------------------------------ | ------------------------------------------------ | ------------------------------------------------ | ------------------------------------------------ |
| 20. April                                        | Thüringer HC 7 Reichert                          | 36:34 (22:15)                                    | HSG Bensheim/Auerbach 9 Irion                    |
| 26. April                                        | HSG Bensheim/Auerbach 10 Berger                  | 32:33 (14:18)                                    | Thüringer HC 15 Reichert                         |
| Endstand in der Serie: 2:0                       |                                                  |                                                  |                                                  |

| Borussia Dortmund (HR2) – TuS Metzingen (HR7) | Borussia Dortmund (HR2) – TuS Metzingen (HR7) | Borussia Dortmund (HR2) – TuS Metzingen (HR7) | Borussia Dortmund (HR2) – TuS Metzingen (HR7) |
| --------------------------------------------- | --------------------------------------------- | --------------------------------------------- | --------------------------------------------- |
| 19. April                                     | Borussia Dortmund 8 Langer                    | 32:28 (14:14)                                 | TuS Metzingen 6 Oßwald                        |
| 26. April                                     | TuS Metzingen 7 Tröster                       | 36:32 n. V. (14:15) (28:28)                   | Borussia Dortmund 9 Antl                      |
| 3. Mai                                        | Borussia Dortmund 7 Abbingh                   | 31:21 (16:11)                                 | TuS Metzingen 6 Tröster, Erlingsdóttir        |
| Endstand in der Serie: 2:1                    |                                               |                                               |                                               |

| HSG Blomberg-Lippe (HR3) – VfL Oldenburg (HR6) | HSG Blomberg-Lippe (HR3) – VfL Oldenburg (HR6) | HSG Blomberg-Lippe (HR3) – VfL Oldenburg (HR6) | HSG Blomberg-Lippe (HR3) – VfL Oldenburg (HR6)     |
| ---------------------------------------------- | ---------------------------------------------- | ---------------------------------------------- | -------------------------------------------------- |
| 20. April                                      | HSG Blomberg-Lippe 6 Vegué i Pena              | 23:22 (14: 8)                                  | VfL Oldenburg 7 Reinemann                          |
| 26. April                                      | VfL Oldenburg 8 Lampe                          | 26:29 (12:14)                                  | HSG Blomberg-Lippe 5 Vegué i Pena, Jacobsen, Quist |
| Endstand in der Serie: 2:0                     |                                                |                                                |                                                    |

#### Halbfinale
| HB Ludwigsburg (HR1) – Thüringer HC (HR4) | HB Ludwigsburg (HR1) – Thüringer HC (HR4) | HB Ludwigsburg (HR1) – Thüringer HC (HR4) | HB Ludwigsburg (HR1) – Thüringer HC (HR4) |
| ----------------------------------------- | ----------------------------------------- | ----------------------------------------- | ----------------------------------------- |
| 10. Mai                                   | HB Ludwigsburg 8 Smits                    | 37:23 (19:10)                             | Thüringer HC 7 Reichert                   |
| 14. Mai                                   | Thüringer HC 11 Reichert                  | 36:31 (17:14)                             | HB Ludwigsburg 8 Thomaier                 |
| 18. Mai                                   | HB Ludwigsburg 9 Nestaker                 | 34:28 (17:13)                             | Thüringer HC 9 Reichert                   |
| Endstand in der Serie: 2:1                |                                           |                                           |                                           |

| Borussia Dortmund (HR2) – HSG Blomberg-Lippe (HR3) | Borussia Dortmund (HR2) – HSG Blomberg-Lippe (HR3) | Borussia Dortmund (HR2) – HSG Blomberg-Lippe (HR3) | Borussia Dortmund (HR2) – HSG Blomberg-Lippe (HR3) |
| -------------------------------------------------- | -------------------------------------------------- | -------------------------------------------------- | -------------------------------------------------- |
| 10. Mai                                            | Borussia Dortmund 9 Abbingh, Campos Costa          | 37:30 (16:16)                                      | HSG Blomberg-Lippe 11 Vegué                        |
| 14. Mai                                            | HSG Blomberg-Lippe 8 Kühne                         | 27:25 (14:11)                                      | Borussia Dortmund 8 Bleckmann                      |
| 17. Mai                                            | Borussia Dortmund 7 Vollebregt                     | 26:32 (11:16)                                      | HSG Blomberg-Lippe 6 Kühne                         |
| Endstand in der Serie: 1:2                         |                                                    |                                                    |                                                    |

### Spiel um Platz 3
Die Verlierer der Halbfinalspiele traten in einer einfachen Runde an, um den 3. Platz auszuspielen
| Borussia Dortmund (HR2) – Thüringer HC (HR4) | Borussia Dortmund (HR2) – Thüringer HC (HR4) | Borussia Dortmund (HR2) – Thüringer HC (HR4) | Borussia Dortmund (HR2) – Thüringer HC (HR4) |
| -------------------------------------------- | -------------------------------------------- | -------------------------------------------- | -------------------------------------------- |
| 23. Mai                                      | Borussia Dortmund 7 Abbingh, Antl            | 36:42 (19:21)                                | Thüringer HC 8 Reichert                      |

### Finale
| HB Ludwigsburg (HR1) – HSG Blomberg-Lippe (HR3) | HB Ludwigsburg (HR1) – HSG Blomberg-Lippe (HR3) | HB Ludwigsburg (HR1) – HSG Blomberg-Lippe (HR3) | HB Ludwigsburg (HR1) – HSG Blomberg-Lippe (HR3) |
| ----------------------------------------------- | ----------------------------------------------- | ----------------------------------------------- | ----------------------------------------------- |
| 21. Mai                                         | HB Ludwigsburg 7 Behrend                        | 36:29 (19:13)                                   | HSG Blomberg-Lippe 6 Kühne 6 Mühlner            |
| 24. Mai                                         | HSG Blomberg-Lippe 7 Kühne                      | 22:26 (9:12)                                    | HB Ludwigsburg 5 Carlson                        |
| Stand in der Serie: 2:0                         |                                                 |                                                 |                                                 |

### Spiele um Platz 5
Die Verlierer der Viertelfinalspiele treten in einer einfachen Runde an, um den 5. Platz auszuspielen, welcher für den Start in der EHF European League qualifiziert.
|  | Halbfinale | Halbfinale            | Halbfinale |  |  | Finale | Finale                | Finale |
|  |            |                       |            |  |  |        |                       |        |
|  |            |                       |            |  |  |        |                       |        |
|  | HR5        | HSG Bensheim/Auerbach | 38         |  |  |        |                       |        |
|  | HR8        | Frisch Auf! Göppingen | 25         |  |  |        |                       |        |
|  |            |                       |            |  |  | HR5    | HSG Bensheim/Auerbach | 34     |
|  |            |                       |            |  |  | HR6    | VfL Oldenburg         | 30     |
|  | HR6        | VfL Oldenburg         | 30         |  |  |        |                       |        |
|  | HR7        | TuS Metzingen         | 22         |  |  |        |                       |        |
|  |            |                       |            |  |  |        |                       |        |

### Play-downs
Die Mannschaften auf den Plätzen 9 bis 12 der Hauptrunde spielen um den Klassenerhalt. Dabei trifft zunächst der Zwölfte auf den Neunten sowie der Elfte auf den Zehnten, anschließend spielen die Verlierer gegeneinander. Gespielt wird im Modus best-of-three.
|  | Halbfinale | Halbfinale              | Halbfinale |  |  | Finale | Finale                  | Finale |
|  |            |                         |            |  |  |        |                         |        |
|  |            |                         |            |  |  |        |                         |        |
|  | HR9        | Sport-Union Neckarsulm  | 2          |  |  |        |                         |        |
|  | HR12       | TSV Bayer 04 Leverkusen | 0          |  |  |        |                         |        |
|  |            |                         |            |  |  | HR12   | TSV Bayer 04 Leverkusen | 1      |
|  |            |                         |            |  |  | HR11   | BSV Sachsen Zwickau     | 2      |
|  | HR10       | Buxtehuder SV           | 2          |  |  |        |                         |        |
|  | HR11       | BSV Sachsen Zwickau     | 1          |  |  |        |                         |        |
|  |            |                         |            |  |  |        |                         |        |

| Sport-Union Neckarsulm (HR9) – TSV Bayer 04 Leverkusen (HR12) | Sport-Union Neckarsulm (HR9) – TSV Bayer 04 Leverkusen (HR12) | Sport-Union Neckarsulm (HR9) – TSV Bayer 04 Leverkusen (HR12) | Sport-Union Neckarsulm (HR9) – TSV Bayer 04 Leverkusen (HR12) |
| ------------------------------------------------------------- | ------------------------------------------------------------- | ------------------------------------------------------------- | ------------------------------------------------------------- |
| 17. April                                                     | Sport-Union Neckarsulm 8 Gkatziou                             | 30:22 (16:10)                                                 | TSV Bayer 04 Leverkusen 5 Ingenpaß, Andresen                  |
| 25. April                                                     | TSV Bayer 04 Leverkusen 9 Andresen                            | 21:38 (12:20)                                                 | Sport-Union Neckarsulm 8 Gkatziou                             |
| Endstand in der Serie: 2:0                                    |                                                               |                                                               |                                                               |

| Buxtehuder SV (HR10) – BSV Sachsen Zwickau (HR11) | Buxtehuder SV (HR10) – BSV Sachsen Zwickau (HR11) | Buxtehuder SV (HR10) – BSV Sachsen Zwickau (HR11) | Buxtehuder SV (HR10) – BSV Sachsen Zwickau (HR11) |
| ------------------------------------------------- | ------------------------------------------------- | ------------------------------------------------- | ------------------------------------------------- |
| 19. April                                         | Buxtehuder SV 6 Hampel, v. Prittwitz              | 29:32 (16:18)                                     | BSV Sachsen Zwickau 8 Gorb                        |
| 26. April                                         | BSV Sachsen Zwickau 12 Kajdon                     | 25:26 (14:11)                                     | Buxtehuder SV 5 Ternede, Kretschmann              |
| 3. Mai                                            | Buxtehuder SV 8 Kretschmann                       | 24:23 (14:16)                                     | BSV Sachsen Zwickau 5 Kajdon                      |
| Endstand in der Serie: 2:1                        |                                                   |                                                   |                                                   |

| TSV Bayer 04 Leverkusen (HR12) – BSV Sachsen Zwickau (HR11) | TSV Bayer 04 Leverkusen (HR12) – BSV Sachsen Zwickau (HR11) | TSV Bayer 04 Leverkusen (HR12) – BSV Sachsen Zwickau (HR11) | TSV Bayer 04 Leverkusen (HR12) – BSV Sachsen Zwickau (HR11) |
| ----------------------------------------------------------- | ----------------------------------------------------------- | ----------------------------------------------------------- | ----------------------------------------------------------- |
| 7. Mai                                                      | BSV Sachsen Zwickau 8 Szabó                                 | 27:18 (12:7)                                                | TSV Bayer 04 Leverkusen 5 Andresen                          |
| 14. Mai                                                     | TSV Bayer 04 Leverkusen 7 Andresen                          | 26:25 (12:13)                                               | BSV Sachsen Zwickau 8 Kajdon                                |
| 24. Mai                                                     | BSV Sachsen Zwickau 8 Nakayama                              | 24:20 (12:11)                                               | TSV Bayer 04 Leverkusen 10 Andresen                         |
| Stand in der Serie: 1:2                                     |                                                             |                                                             |                                                             |

## Statistiken
Johanna Reichert wurde als Spielerin der Saison ausgezeichnet.

### Tore
| Platz | Tore | davon 7 m | Spielerin        | Verein                 |
| ----- | ---- | --------- | ---------------- | ---------------------- |
| 01.   | 246  | 70        | Johanna Reichert | Thüringer HC           |
| 02.   | 168  | 12        | Nina Engel       | HSG Bensheim/Auerbach  |
| 03.   | 144  | 65        | Blanka Kajdon    | BSV Sachsen Zwickau    |
| 04.   | 141  | 69        | Ona Vegué        | HSG Blomberg-Lippe     |
| 05.   | 136  | 17        | Munia Smits      | Sport-Union Neckarsulm |

### Paraden
| Platz | Tore | Spielerin      | Verein                 |
| ----- | ---- | -------------- | ---------------------- |
| 01.   | 292  | Barbara Győri  | BSV Sachsen Zwickau    |
| 02.   | 283  | Madita Kohorst | VfL Oldenburg          |
| 03.   | 236  | Melanie Veith  | HSG Blomberg-Lippe     |
| 04.   | 222  | Lena Ivančok   | Sport-Union Neckarsulm |
| 05.   | 213  | Dinah Eckerle  | Thüringer HC           |

## Die Meistermannschaft
| 1. | HB Ludwigsburg |
|    | - Mannschaft: Johanna Bundsen, Nicole Roth, Mareike Thomaier, Kaba Gassama, Antje Döll, Viola Leuchter, Valentina Klemenčič, Karolina Kudłacz-Gloc, Anne With Johansen, Sofia Hvenfelt, Xenia Smits, Jenny Behrend, Guro Nestaker, Jenny Carlson, Julia Niewiadomska, Dorottya Faluvégi, Veronika Malá - Trainer: Jakob Vestergaard |